# فاستلاين 2016
فاستلاين 2016 هو مهرجان للمصارعة المحترفة سيقام في ليلة 21 فبراير 2016 في مدينة كليفلاند في ولاية أوهايو في الولايات المتحدة، ستقام عدة مباريات في هذا المهرجان ومن أبرزها مباراة ثلاثية ستكون بين بروك ليسنر ورومان رينز وصديقه دين أمبروز بطل القارات من أجل المنافسة على المشاركة في الحدث الرئيسي في راسلمينيا 32 في مارس 2016 وسيواجه الفائز من هذه المباراة تريبل اتش حامل لقب بطولة العالم للدبليو دبليو إي للوزن الثقيل الحالي من لقب البطولة والذي فاز به في مباراة رويال رامبل 2016. ستقام مباراة أخرى من بطولة دبليو دبليو إي الولايات المتحدة بين كاليستو حامل اللقب و ألبرتو دل ريو الذي ينوي إسترجاع لقبه الذي خسره في رويال رامبل، وفي الديفا ستواجه براي بيلا تشارلوت حاملة لقب بطولة دبليو دبليو إي ديفاز، وستشكل كل من ساشا بانكس وبيكي لينتش كل من ناومي نايت وتامينا في مباراة ثنائية.

## وصلات خارجية
- فاستلاين 2016 على موقع IMDb (الإنجليزية)
- فاستلاين 2016 على موقع قاعدة بيانات الفيلم (الإنجليزية)
- فاستلاين 2016 على موقع كينوبويسك (الروسية)

- الموقع الرسمي